# 互友会
互友会（ごゆうかい）とは、福岡県福岡市に本社を置き、九州にて事業を展開する有力企業7社によって構成される任意団体である。通称は七社会（ななしゃかい）。

## 構成企業
- 九州電力
- 九電工
- 西部ガス
- 福岡銀行
- 西日本シティ銀行
- 西日本鉄道（西鉄）
- 九州旅客鉄道（JR九州）

1950年代に総会屋対策の情報交換などを目的に九州電力・西部ガス・西日本鉄道の3社で発足し、その後、福岡銀行・西日本銀行・福岡シティ銀行・九電工の4社が加わり7社となった。2004年（平成16年）に西日本銀行と福岡シティ銀行が合併して西日本シティ銀行となったが、JR九州が加入して引き続き7社体制となっている。

## 活動内容
総務担当の取締役や担当者が定期的に集まり、福岡や九州と言った地元行事や学術・文化活動への寄付の在り方など、調整が必要な議題を協議している。